# Heliópolis (Sevilla)
Heliópolis es un barrio residencial de Sevilla, cuyo nombre significa "Ciudad del Sol" en griego. Fue proyectado por el arquitecto Fernando de Escondrillas y López de Alburquerque en 1929 con motivo de la Exposición Iberoamericana de Sevilla. Sus viviendas unifamiliares se acogen al estilo regionalista.

## Geografía

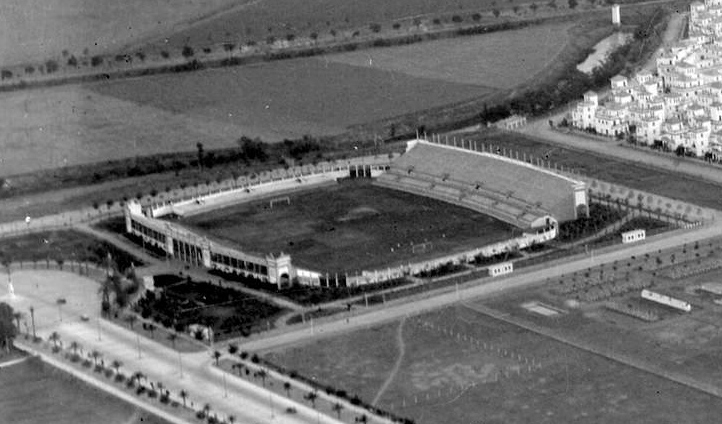
Vista de la avenida de la Palmera y el estadio de la Exposición en Heliópolis hacia 1929.

Los chalés fueron construidos en parcelas en una zona próxima al río Guadaíra, que décadas después fue desecado en esa zona y desviado. Con la construcción del barrio de Los Bermejales al sur, el antiguo cauce del Guadaíra se convirtió en un terreno silvestre entre Heliópolis y ese barrio. En los años 2000 la Confederación Hidrográfica del Guadalquivir inició un parque en el antiguo cauce que fue abierto en 2014.
Otros barrios cercanos son las llamadas Casas Baratas, Reina Mercedes, Los Bermejales y Elcano.
En la actualidad el barrio acoge entre sus chalés las sedes de algunas empresas, colegios profesionales, el consulado de Rumania y centros de enseñanza.
También cuenta con un mercado municipal, el mercado de Los Andes, donde también se encuentra un gimnasio y es sede de la Asociación de Vecinos Los Andes. Recientemente se ha constituido otra asociación entre los vecinos de la zona, la Asociación Foro de Heliópolis para conservar y mantener su patrimonio.
En 1907 los claretianos se instalaron en Sevilla, en la calle Cantabria número 4. Llegaron a un acuerdo con la Hermandad del Santo Entierro para celebrar sus cultos la iglesia de San Gregorio, en la calle Alfonso XII. En 1912 el arzobispo cardenal Enrique Almaraz y Santos les cedió la capilla de Santa María de Jesús, en la Puerta de Jerez, y trasladaron su sede a una casa adjunta, en la calle San Gregorio número 22.
El 2 de mayo de 1940 los claretianos se instalaron en un chalé del barrio, en el número 23 de la calle Amazonas. Con el tiempo pudieron poner 3 aulas en el mercado de abastos del barrio.
En 1943 el Instituto Nacional de la Vivienda comenzó la construcción un colegio con una iglesia, que en 1946 fue cedido a los claretianos. Estos dejaron la capilla de Santa María de Jesús y el chalé de barrio y se trasladaron a sus nuevas instalaciones en 1947. La iglesia de San Antonio María Claret fue finalizada en 1950.
El 1 de octubre de 1941 unas monjas de la congregación de Hermanas de la Doctrina Cristiana fundarán el Colegio de Nuestra Señora de las Mercedes, también llamado de la Doctrina Cristiana, en el número 3 de la calle Ecuador. El colegio se quedó pequeño y en 1943 compraron un terreno en la cercana Avenida Padre García Tejero, terminándose el nuevo colegio en 1947. Se realizaron dos obras de ampliación y mejora posteriores terminadas en 1951 y 1954. El colegio era exclusivamente para niñas y se encuentra frente al colegio Claret.

### Toponimia
En 1935 el Patronato de Política Social del Ayuntamiento de Sevilla pide y consigue modificar el nomenclátor de las calles, que hasta entonces simplemente estaban alfabetizadas. Algunas calles fueron bautizadas con los nombres de las repúblicas de Latinoamérica, aunque la calle Argentina tuvo que ser posteriormente renombrada como Doctor Fleming para evitar una duplicidad con la Avenida República Argentina del barrio de Los Remedios de la ciudad. Otras calles fueron bautizadas con nombres de ríos españoles. También existe una calle llamada Doce de Octubre, otra Amazonas, otra llamada Tenerife y otra Baleares. Una calle limítrofe del barrio se llama Ifni, que hasta 1969 fue un territorio español, y otra calle limítrofe se llama Padre García Tejero.
También existen dos plazas: la Plaza de los Andes, donde se encuentran un bar, un restaurante y una zona de juegos infantil y la plaza del Inmaculado Corazón de María, más conocida en la zona como la plaza Chica o la Placita que alberga también una zona de juegos para niños.
El estadio fue inicialmente llamado Stadium y sirvió para partidos de fútbol y eventos de la muestra iberoamericana. Posteriormente fue un estadio municipal usado a menudo por el Betis y el 16 de julio de 1936 firmó con el Ayuntamiento el arrendamiento para usarlo con exclusividad. En 1939 fue bautizado como Estadio Municipal Heliópolis y en 1961, al ser comprado por el Betis, pasó a llamarse Estadio Benito Villamarín. De 2000 a 2010 pasó a llamarse Manuel Ruiz de Lopera para, posteriormente, recuperar el nombre de Benito Villamarín.
En 1958 fue cuando se cambió el nombre de Hoteles del Guadalquivir por Heliópolis por decisión popular. El apelativo del barrio pudo ser propuesto en primer lugar, según el historiador José Díaz de Mena, por el periodista Luis Carlos Mariani, en referencia al sol hispalense.

## Historia
Los terrenos de Heliópolis eran unos terrenos agrarios conocidos como las Huertas del Camino, por pertenecer a los hermanos del Camino: Manuel, José y Clemente. Estos terrenos también eran llamados como el Cortijo de Tablada.
En el año 1900 el arquitecto Lerdo de Tejada planea la avenida de la Palmera como un importante punto para el crecimiento de la ciudad. En 1902 Velázquez Bosco propone un proyecto de ensanche urbano que delimite con el río Guadaíra. Hubo otras propuestas relacionadas como las del concejal F. Candau, en 1905, y otra para construir viviendas en virtud de la Ley de Casas Baratas de 1921.
Estos terrenos pasaron a propiedad del Ayuntamiento, así como una parcela situada al lado, que serviría para construir un estadio. Ese estadio sería posteriormente el estadio del Real Betis Balompié, bautizado como Estadio Benito Villamarín.
En 1927 se conceden los préstamos necesarios para la construcción de viviendas para el alojamiento de técnicos y visitantes de la Exposición Iberoamericana de 1929. La Sociedad de Construcciones y Edificaciones S.A. consiguió un préstamo con la obligación de construir 390 chalés, de cuatro tipos diferentes, y que podían albergar unos 5000 residentes. En sus orígenes los ahora chalés fueron llamados Hoteles del Guadalquivir, también conocidos como Hotelitos del Guadalquivir.
La empresa constructora fue Cooperativa Inmobiliaria de España, que tenía sede en Madrid y el proyecto se presentó en el Colegio de Arquitectos de Madrid. La dirección de la obra corrió a cargo del arquitecto José Pérez Pla.
Una vez terminada ésta, fueron casi abandonados por encontrarse en aquel entonces muy alejados del centro de Sevilla y muy mal comunicados. La constructora, Cooperativa Inmobiliaria de España, quedó embargada por sus deudas con el Tesoro Público y, por ello, en 1931 los chalés con jardín fueron sacados a subasta en el Juzgado Municipal del Distrito de El Salvador. Sin embargo, al no haber licitadores, se le adjudicó la parcela al Patronato de Política Social Inmobiliaria del Estado por 21.011.860 pesetas y 60 céntimos. Las viviendas fueron dadas en alquiler a personas que cumplieran determinados requisitos y casi todas terminaron en manos de periodistas y funcionarios.
El 16 de octubre de 1930, María del Carmen García Galisteo, más conocida como Carmen Sevilla, nacía en este barrio sevillano. Esta estrella del cine, la música y la televisión de éxito internacional paseó con orgullo el nombre de su ciudad natal por todo el mundo. 
En la guerra civil española el barrio residencial de Heliópolis, sin ninguna característica de objetivo militar, fue bombardeado por la aviación republicana causando la muerte de 4 civiles. En 1942 el barrio pasó, a depender del Instituto Nacional de Vivienda.
En 1937 se situó a sus afueras, en la zona más cercana al Puente del Centenario, un campo de concentración del régimen franquista, con capacidad para 250 presos políticos, aunque finalmente albergó a unas 500, para realizar un colector municipal que sirviera de desagüe de vertidos al Guadalquivir.
Tras la guerra, el Instituto Nacional de la Vivienda absorbió el citado patronato. El INV puso las viviendas vacías a la venta en condiciones ventajosas: 30 000 pesetas pagables en mensualidades durante 30 años. En 1948 el INV deja de ser parte en el barrio y este pasa a depender solamente del Ayuntamiento de Sevilla.
En enero de 1948 sufrió, junto con otras zonas, una gran inundación por el desbordamiento del Guadaíra.